# Material de orientación
El material de orientación (en inglés: guidance material (GM)) es, en derecho aeronáutico, un documento con el que se busca ayudar en la comprensión del resto de documentos publicados por la Agencia Europea de Seguridad Aérea. Están considerados como Soft Law y se publican conjuntamente con los Medios Aceptables de Cumplimiento. 